# جوردانوس دي نيمور
جوردانوس دي نيمور (القرن الثالث عشر الميلادي) (بالإنجليزية: Jordanus de Nemore)‏، المعروف أيضًا باسم جوردانوس نيموراريوس وجوردانو من نيمي، عالم رياضيات وعالم أوروبي من القرن الثالث عشر. تشير الترجمة الحرفية لجوردانوس دي نيمور (جيوردانو من نيمي) إلى جذوره الإيطالية. كتب أطروحات عديدة حول 6 مواضيع رياضية مختلفة على الأقل: علم الأوزان وأطروحات «الخوارزميات» في الحساب العملي؛ الحساب الخالص والجبر والهندسة والإسقاط المجسامي. توجد معظم هذه الأطروحات في عدة إصدارات أو صياغات مختلفة من العصور الوسطى. لا نعرف عنه شيئًا شخصيًا سوى التاريخ التقريبي لعمله.

## حياته
لا توجد تفاصيل معروفة عن السيرة الذاتية لجوردانوس دي نيمور. ذُكر هذا الأخير في المخطوطات الأولى باسم «جوردانوس»، ثم حصل لاحقًا على لقب «دي نيمور» («رجل الغابة»، «فورستر») والذي لا يضيف أي معلومات مؤكدة عن سيرته الذاتية. أطلق عليه في عصر النهضة «جوردانوس نيموراريوس»، كاسم مستعار. اقتُرح في إحدى مخطوطات القرن التاسع عشر المتواجدة في مكتبة ولاية سكسونية في دريسدن أن جوردانوس مُدرس سابق في جامعة تولوز، لكن لم يكتب جوردانوس النص المعني ومن الممكن أن يكون هذا الارتباط المحتمل غير حقيقي. اقتُرح في سجل الأحداث لتأريخ القرن الرابع عشر لترتيب الواعظين للإنجليزي نيكولاس تريفيت (أو تريفث، 1258-1328)، كتابة القائد العام الثاني للنظام الدومينيكي، جوردانوس ساكسونيا (ت 1237) لنصين رياضيين بعناوين متشابهة إلى اثنين من نصوص جوردانوس دي نيمور. لم يستخدم جوردانوس الساكسوني اسم «دي نيمور أبدًا»، ولم يُنسب إلى هذا الاسم كتابات أخرى في أي مكان آخر - حاضر في اللاهوت في جامعة باريس. وبالمثل، لم يُعثر على اسم جوردانوس ساكسونيا مطلقًا في أي نص رياضي. تُخلي عن هذه الهوية التي كانت شائعة لدى البعض في القرنين التاسع عشر والعشرين.
من المفترض عمل جوردانوس في الجزء الأول من القرن الثالث عشر (أو حتى في أواخر القرن الثاني عشر) لورود أعماله في قائمة الكتب، ببليونوميا لريتشارد دي فورنيفال، والتي جُمعت بين 1246 و 1260.

## كتاباته

### الميكانيكا: علم الأوزان
يدين «علم الأوزان» في العصور الوسطى (أي الميكانيكا) بالكثير من أهميته لعمل جوردانوس. في مظاهرة العناصر الفائقة، يقدم جوردانوس مفهوم «الجاذبية الموضعية» واستخدام القوى المكونة. اعتقد بيير دويم (في كتابه أصل علم السكون، 1905) تقديم جوردانوس أيضًا اعتبارات متناهية الصغر في الإحصائيات في مناقشته للإزاحات «الافتراضية» (وهذا تفسير آخر لدويم) للأشياء في حالة توازن. أثبت قانون الرافعة (الفائدة الميكانيكية) من خلال مبدأ العمل. تثبت نظرية نسبة الأوزان أيضًا شروط توازن الأوزان غير المتكافئة على الطائرات المائلة في زوايا مختلفة - قبل فترة طويلة من إعادة تأسيسها بواسطة سيمون ستيفين (مع تجربة كلوتكرانس - «إكليل المجالات») وبعد ذلك بواسطة غاليليو.